# Zwarte balsemhybride
De zwarte balsemhybriden  (Populus ×interamericana) zijn populieren die ontstaan zijn uit kruisingen tussen populierensoorten uit de sectie Aigeiros (zwarte populieren) en de sectie Tacamahaca (balsempopulieren). De kruisingen zijn gemaakt gedurende de twintigste eeuw. Het zijn snel groeiende bomen, die veel in de bosbouw voor de productie van hout worden gebruikt. 
De boom heeft een vrij rechte stam. De kroon van de jonge boom is kegelvormig en wordt bij het ouder worden eirond tot rond. Vergaffeling treedt pas op bij oudere bomen. De jonge bast is grijsgroen tot bruin en glad. Bij het ouder worden schilfert de bast in platen af en krijgt de schors ondiepe groeven.
De afwisselend geplaatste elliptische tot eironde bladeren met een spitse, soms gedraaide top hebben een hartvormige voet. De bovenkant van het blad is groen en de onderkant afhankelijk van de kruising lichtgroen tot wit. Bij het uitlopen in april/mei is het blad licht- tot bronsgroen.
De zwarte balsemhybride is tweehuizig (er zijn aparte mannelijke en vrouwelijke bomen). De bloeiwijze is een hangend katje dat meestal voor het uitlopen van het blad verschijnt. Mannelijke bloemkatten vallen spoedig af na het loslaten van het stuifmeel, dat vervolgens door de wind wordt verspreid. (windbestuiving).
De vrouwelijke katjes blijven na de bestuiving tot in mei en juni hangen. Dan springt de doosvrucht open en komt het 3 x 1 mm grote zaad vrij. Het is omgeven door donzig pluis en voert ver op de wind mee. Sommige bomen produceren zoveel pluis dat het lijkt of het sneeuwt. Mensen kunnen voor dit pluis allergisch zijn. Daarom bestaan de meeste rassen uit alleen maar mannelijke bomen. Lang niet alle pluis bevat een zaadje.
De zwarte balsemhybride wordt meestal vegetatief  vermeerderd door winterstek.

## Rassen
In Nederland worden de volgende rassen aangeplant:
- Barn, vrouwelijke boom. Kruising van Populus deltoides × Populus trichocarpa
- Donk, vrouwelijke boom. Kruising van Populus deltoides × Populus trichocarpa
- Oxford, vrouwelijke boom. Kruising van Populus maximowiczii × Populus berolinensis (x)
- Suwon, vrouwelijke boom. Kruising van Populus deltoides × Populus maximowiczii

## Gebruik
Ze worden veel in de bosbouw voor de productie van hout gebruikt. De boom is weinig windbestendig. Bij harde wind wordt de kroon vaak beschadigd.
De boom heeft een krachtige, oppervlakkige en verspreide wortelgroei en vormt na beschadiging vaak wortelopslag. Daarom mogen ze niet dicht bij huizen, fietspaden en leidingen geplant worden. De wortels kunnen door zachte muren en gaatjes in muren groeien. Ook wegen en leidingen kunnen opgedrukt worden door de wortel. Moderne muren en wegen bieden genoeg weerstand.

## Ziekten
De zwarte balsemhybride kan aangetast worden door de populierenroest Melampsora larici-populina, de bladvlekkenziekte (Marssonina brunnea) en bacteriekanker (Xanthomonas populi).
... ·  
P. ×acuminata · 
P. adenopoda · 
P. afghanica · 
P. alba (Witte abeel) · 
P. angustifolia (Smalbladige populier) · 
P. balsamifera (Ontariopopulier) · 
P. ×berolinensis (Siberische balsempopulier) · 
P. ×canadensis (Canadapopulier) · 
P. candicans · 
P. ×canescens (Grauwe abeel) · 
P. cathayana · 
P. davidiana · 
P. deltoides (Amerikaanse populier) · 
P. euphratica · 
P. fremontii · 
P.  grandidentata (Grofgetande populier) · 
P. guzmanantlensis ·  
P. heterophylla (Hartbladige populier) · 
P. ilicifolia · 
P. ×interamericana (Zwarte balsemhybride) · 
P. ×jackii · 
P. koreana · 
P.  lasiocarpa (Ruwe populier) · 
P. laurifolia (Laurierpopulier) · 
P. maximowiczii (Koreaanse balsempopulier) · 
P. mexicana · 
P. nigra (Zwarte populier) · 
P. nigra var. italica (Italiaanse populier) · 
P. rotundifolia · 
P. sieboldii · 
P. simonii (Chinese balsempopulier) · 
P. suaveolens · 
P. szechuanica · 
P. ×tomentosa ·  
P. tremula (Ratelpopulier) · 
P. tremuloides (Amerikaanse ratelpopulier) · 
P. trichocarpa (Zwarte balsempopulier) · 
P. tristis · 
P. wilsonii (Wilsonpopulier) · 
P. yunnanensis · 
...